# Клан Вуд

Гребінь клану Вуд.

Клан Вуд (шотл. – Clan Wood) – один з кланів рівнинної частини Шотландії – Лоуленда. Історично клан володів землями в Північному Еск, Ларго-Бей, Ангусі. 
Гасло клану: Tutus in Undis – «Вціліємо у морі» (лат.)
Вождь клану: Тімоті Майкл Герберт Фавсетт Вуд Ларго (шотл. - Timothy Michael Herbert Fawcett Wood Largo)
Землі клану: Файф
Історична резиденція вождів клану: Замок Ларго (шотл. - Largo Castle)
Символ клану: Дуб

## Історія клану Вуд

### Походження назви клану Вуд
Прізвище Вуд поширене на всіх Британських островах. Є два можливих варіанти походження назви клану. Найбільш імовірною є версія топографічна походження назви Ім'я Вуд в часи, коли в Шотландії почала поширюватись англійська мова, переважно використовували для людини, що жила або працювала в лісі. Менш імовірне походження цієї назви як псевдонім для ексцентричної або жорстокої людини.

### Адмірал сер Ендрю Вуд
Адмірал сер Ендрю Вуд Ларго з Файфу народився в середині XV століття. Сер Ендрю був старшим сином Вільяма Вуда - купця, що був нащадком вождів клану Вуд, що жив на землях Барффшир, Абердиншир, Кінкардіншир, Пертшир, Ангус. Ендрю Вуд був найнятий королем Шотландії Джеймсом III, щоб захистити торгівлю Шотландії з Голландією. Ендрю Вуд також захистив Думбартон в 1481 році під час нападу англійського флоту короля Англії Едварда IV.  Під час битви під Савхібурн (шотл. – Sauchieburn) кораблі адмірала Ендрю Вуда пливли вгору і вниз Форта, приймаючи на борт поранених солдатів. Адмірал Ендрю Вуд був відомий завдяки численним перемогам над іноземними піратами та каперами, а також завдяки перемогам над англійськими військовими кораблями, що були послані воювати з Шотландією. Після перемоги у кількох морських битвах у 1480-х роках проти англійців, він отримав титул барона та  земелі – в тому числі землі Ларго в Файфі. Деякі історичні записи показують, що він був також був деякий час вождем клану МакДональд після того як король Шотландії здійснив похід проти клану МакДональд і вождь клану МакДональд Домналл Дув Островитянин був захоплений в полон і кинутий за ґрати у в’язницю, де він сидів 40 років.  Зруйнований замок сера Ендрю Вуда можна знайти у Верхньому Ларго. 
Онук сера Ендрю Вуда був серед баронів парламенту, що в 1560 році прийняли низку статей для відстоювання нових ідей реформації релігії. Він приєднався до тих, хто підтримав претензії на престол родичів короля Шотландії Джеймс VI, після падіння королеви Шотландії Марії Стюарт.
Нащадки сера Ендрю Вуда побудували лікарню і школу в Файфі для свого клану і були помітні у шотландській історії і політично, і у військовому відношенні. Вони як і раніше мали значний вплив в британській політиці і були серед тих тисяч шотландців, які внесли величезний внесок в економічне і збройне піднесення Британської імперії в ХІХ столітті. Основна лінія нащадків сера Ендрю Вуда розглядається судом лорда Лева як вожді клану Вуд. 

## Замки клану Вуд
Замок Ларго (шотл. - Largo Castle) – на північ від Нижнього Ларго в Файфі. Замок був резиденцією вождів клану Вуд. Замок побудований у XV столітті, але був перебудований у 1750 році. Те, що лишилось від давньої частини замку є круглою вежею з конічним дахом. У замку жив відомий адмірал Ендрю Вуд. 